# Herta Haas
Herta Haas (Slovenska Bistrica, 1914. március 29. – Belgrád, 2010. március 5.) zsidó származású jugoszláv kommunista, a nemzetközi nő és kommunista mozgalom aktivistája, a második világháborúban pedig partizán volt. A nagyközönség Josip Broz Tito második feleségeként ismeri. 1934-től a Jugoszláv Kommunista Ifjúsági Szövetség (SKOJ), 1936-tól pedig a Jugoszláv Kommunista Párt (KPJ) tagja. Aktívan dolgozott a maribori női mozgalomban és a zágrábi nőmozgalom ifjúsági tagozatában. Dolgozott az önkéntesek Spanyolországba való kiküldésének, valamint a KPJ Központi Bizottságának technikai feladatain. A háború után a Szövetségi Végrehajtó Tanácsban tevékenykedett.

## Élete és pályafutása
Herta Haas 1914. március 29-én született az akkor az Osztrák-Magyar Monarchiához tartozó, ma Szlovéniában fekvő Maribor melletti Slovenska Bistricában (magyar neve Vendbeszterce), német származású zsidó családban. Herta édesapja, Henrik Haas jogász, édesanyja, Priska Schindler-Haas tanárnő volt. Henrik Haas 1906-ban érkezett Mariborba, ahol ügyvédi irodát nyitott. Priska Haas 1909-ben a maribori „Német Tanári Akadémián” tanult és szerzett diplomát, majd a diploma megszerzése után két évig stájerországi vidéki iskolákban dolgozott tanárként. Adolf Hitler hatalomra kerülésével Herta apja Németországban rasszista pogrom áldozata lett, de antifasiszta nézeteit továbbadta Hertának. Herta a Zágrábi Egyetem Közgazdaságtudományi Karának hallgatójaként csatlakozott a forradalmi munkásmozgalomhoz.

### A kommunista mozgalomban
1934-ben Herta tagja lett a Jugoszláviai Kommunista Ifjúsági Szövetségnek, 1936-ban pedig belépett a Jugoszláviai Kommunista Pártba, melynek elkötelezett híve lett. Aktívan tevékenykedett a maribori nőmozgalomban és a zágrábi nőmozgalom ifjúsági tagozatában. Dolgozott az önkéntesek Spanyolországba való kiutaztatásán, valamint a KPJ Központi Bizottságának műszaki feladatain. Titóval 1937-ben Párizsban ismerkedett meg, amikor zágrábi futárként hamisított útleveleket hozott spanyol harcosok számára a Jugoszláv Királyság területéről a francia fővárosba. Európa akkori baloldali értelmiségi központjaként Párizs akkoriban a spanyolországi önkéntesek toborzóközpontja, a Kommunista Internacionálé (Komintern) központja, egyúttal a Moszkva felé vezető út fontos állomása volt.
Herta és Tito kapcsolata azonban csak két évvel később kezdődött, amikor Moszkvából hazafelé menet Tito megállt Isztambulban, ahol az útlevélre várt, amelyhez a Jugoszláv Királyságba való beutazási vízumot szándékozott szerezni. Ekkor ismét Herta nyújtotta át számára a dokumentumokat, mellyel megkezdődött kapcsolatuk. Miután visszatértek Zágrábba, együtt folytatták életüket. Egy bérelt házban laktak Marija Šarić és Slavko Babić hamis nevén, Sinj önkormányzatának tanácsosaként, amelyet azokban az években a Munkás- és Parasztpárt irányított. Ott éltek egészen az 1941-es háború kitöréséig.

### A második világháború idején

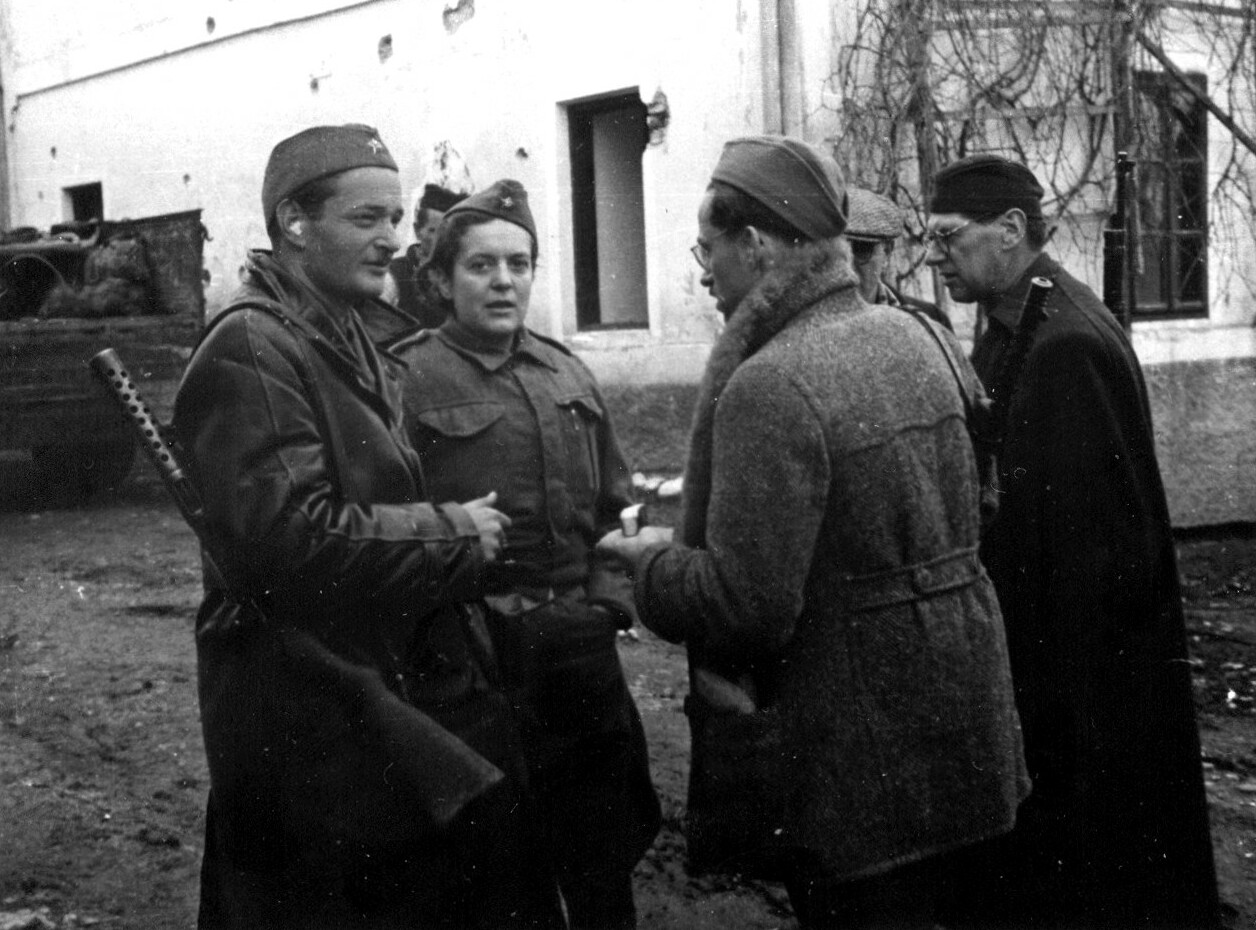
Boris Kidrič (balra) és Herta Haas (középen) szlovén partizánokkal beszélget az AVNOJ második konferenciáján 1943-ban Jajcában

1941 májusában Tito Belgrádba utazott, ahol találkozott Zdenka Davorjanka Paunović új pártfutárral. Herta előrehaladott terhességi állapotára tekintettel maradt Zágrábban, és néhány nappal Tito távozása után fia született, Aleksandar Miša Broz. Hertát és a babát az usztasák elől Vlagyimir Velebit rejtette el garzonlakásában. 1942 márciusában Hertát Ivan Krajačić Steve házában letartóztatták. Miután korábban öngyilkosságot kísérelt meg, egy usztasa börtönben kötött ki. Később erről így beszélt: „Nem olyan egyszerű az ereket elvágni főleg, hogy nem volt elég éles a kés... Amikor elég vért vesztettem, elájultam.”
Letartóztatása után a pártszervezet a népi német Mahnufrit családban biztosított menedéket fiának, Misának. 1942. március 18-án Ivan Krajačić a Kopinič rádióállomáson és Moszkván keresztül elküldte első rádióüzenetét a KPJ Központi Bizottságának Fočába: „A közelmúltban Hertát Marija Šarić néven letartóztatták Zágrábban. Sikertelen öngyilkossági kísérletet követett el. Intézkedéseket teszünk az elengedése érdekében. Miško túl van az életveszélyen.”
Herta szabadon bocsátásáról egy partizánküldöttség tárgyalt az 1943 márciusi zágrábi tárgyalások során, de a németeknek nem mondták el, hogy ő Tito felesége. Tito végül fogolycserével hozta ki őt, és Andrija Hebrangot Jasenovacról, cserébe magas rangú német tisztekért, akiket Bosznia-Hercegovinában fogtak el a partizánok. Amikor a partizánok tárgyalója, Vladimir Velebit elhagyta Zágrábot, és Herta Haas társaságában a partizánok által ellenőrzött területre ért, sem az usztasáknak, sem a németeknek nem volt fogalmuk arról, hogy Tito második fiának anyját engedték el. Társa, Olga Humo Hertát „csodálatos emberként” jellemezte, aki „a rendőrségen is nagyszerűen viselkedett”.
Közvetlenül a jasenovaci tábor elhagyása után Herta Haas partizánharcosként részt vett az 1943 májusában és júniusában zajlott sutjeskai csatában. 1943. szeptember 1-jén részt vett az 1. proletárhadosztály pártkonferenciáján az újonnan felszabadított Bugojnóban. A KPJ Központi Bizottsága, a Jugoszláv Népi Felszabadító Hadsereg (NOVJ) és a Jugoszláv Partizán Egységek (POJ) Legfelsőbb Testülete, valamint a Horvát Kommunista Párt Központi Bizottsága konferenciájára hivatalos volt Edvard Kardelj, Sreten Žujović Crni, Cana Babović, Andrija Hebrang és Herta Haas is, akik még úton voltak a legfelsőbb főhadiszállásra. Miután végre megérkezett a NOVJ legfelsőbb főhadiszállására, Hertának kellemetlen meglepetésben volt része. Ott szembesült azzal a ténnyel, hogy Titonak már egy új kedvese van Zdenka, akivel már egy ideje „együtt jártak”, ami elég kellemetlen helyzetet eredményezett számára. Amikor Herta rádöbbent az igazságra, távozott.
Herta és Tito 1943. november végén Jugoszlávia Népi Felszabadításának Antifasiszta Tanácsa (AVNOJ) második ülésén találkoztak újra Jajcában, ahová Herta Ivo Lola Ribarral érkezett. A házban, ahol Tito lakott Davorjanka Paunovićot találta, aki határozottan közölte vele: „Kedvesem, ebben a házban nincs hely két nőnek.” Herta nagyon ideges lett, és elment a főhadiszállásra megkeresni Titót. Itt megkérdezte tőle: „Ki a feleséged? Nem én vagyok a feleséged?” Tito társai előtt zavarba jött, ezért ezt válaszolta: „Hát ezt beszéljétek meg.” Herta ekkor mindenki előtt rávágta, hogy nincs miről tárgyalnia, és búcsúzás nélkül Szlovéniába távozott. Szlovéniában aztán partizán nevén, Vera Savič néven a szlovén NOV és a PO Főtörzse Propaganda Osztályának vezetője lett.

### A szocialista Jugoszlávia idején
Herta a háború után Titót csak egyszer látta, 1946-ban a jugoszláviai FNR elnökének kabinetjében, ezután soha többé. Davorjanka halála után Tito 16 oldalas levelet írt Hertának, amelyben könyörgött, hogy térjen vissza hozzá. Egy rövid, mindössze két-három mondatos levélben válaszolt neki: „Kedvesem, Herta Haas életében csak egyszer térdel le egy férfi előtt.” Herta később férjhez ment, és még két lánya született.
A második világháború után a Horvát Népköztársaság Ipari és Bányászati Minisztériumában, majd a Szövetségi Végrehajtó Tanácsban dolgozott titkárként. Belgrádban élt lányaival, a Belgrádi Egyetem tanáraival. Herta Haas 2010. március 5-én halt meg Belgrádban. Kívánsága szerint a maribori Pobreški temetőben temették el szűkebb családja körében.

## Családja
Herta fia, Mišo üzletember és horvát diplomata volt Indonéziában, unokája, Saša Broz pedig színházi rendező és a Pólai Színház menedzsere.

## Fordítás
Ez a szócikk részben vagy egészben  a   Herta Haas című szerbhorvát Wikipédia-szócikk ezen változatának fordításán alapul.  Az eredeti cikk szerkesztőit annak laptörténete sorolja fel. Ez a jelzés csupán a megfogalmazás eredetét és a szerzői jogokat jelzi, nem szolgál a cikkben szereplő információk forrásmegjelöléseként.